# Molazzana
Molazzana es una localidad italiana de la provincia de Lucca, región de Toscana, con 1.159 habitantes.

Ubicación de la ciudad de Molazzana dentro de la provincia de Lucca.

## Evolución demográfica
| Gráfica de evolución demográfica de Molazzana entre 1861 y 2001 |
|                                                                 |
| Fuente ISTAT - Elaboración gráfica por parte de Wikipedia       |